# Luigi Melegari
Pour les articles homonymes, voir Melegari.
Luigi Amedeo Melegari (né le 19 février 1805 à Meletole et mort le 22 mai 1881 à Berne) est un juriste, un homme politique et un patriote italien du Risorgimento.

## Biographie
Né à Meletole, une frazione de Castelnovo di Sotto, dans l'actuelle province de Reggio d'Émilie, au sein d'une famille riche[réf. nécessaire], Luigi Melegari accomplit ses études secondaires à Parme, puis s'installe à Rome, où il obtient un diplôme en droit.
De retour dans sa région d'origine, il prend contact avec la Carbonari locale et en 1831, il est l'un des promoteurs du soulèvement de Reggio d'Émilie. Arrêté en avril de cette année, il est acquitté, mais la situation le contraint à choisir l'exil en France.
À Marseille, il rencontre Giuditta Bellerio, compagne d'insurrection et d'exil, à travers laquelle il entre en contact avec Giuseppe Mazzini, très vite, la relation avec Mazzini devient assidue, et en fait l'un de ses collaborateurs les plus fidèles et intimes.
Melegari est l'un des fondateurs de la « Jeune Italie ». Il déménage en Suisse et figure parmi les cinq représentants de l'Italie, avec Mazzini, Carlo Bianco (it), Gaspare Rosales et Giovanni Ruffini, signataires du  « Pacte de Berne », c'est-à-dire, l'acte de fondation de la Jeune Europe, le 15 avril 1834.
Probablement déçu par l'échec persistant des soulèvements insurrectionnels, Melegari s'éloigne progressivement des idées du mazzinisme, et tend à prendre des positions libérales et modérées.
En 1840 il commence son expérience dans l'enseignement, d'abord à l'académie de Lausanne, où il enseigne l'économie, la philosophie du droit et le droit international et à partir de 1848 à l'université de Turin, où il devient professeur de droit constitutionnel, chaire qu'il conserve jusqu'en 1860. Il épouse en 1844 Marie Caroline Mandrot, leur fille, Dora Melegari, est écrivaine et critique littéraire.
Sa carrière politico-institutionnelle commence en 1849 comme député, avant qu'il ne devienne sénateur en 1862. En 1867, il obtient la charge de « ministre de l'Italie à Berne », une charge qu'il remplira en continu jusqu'à sa mort, à l'exception de la brève période où il est appelé par le président du Conseil, Agostino Depretis, pour diriger le ministère des Affaires étrangères, du 20 novembre 1876 au 28 décembre 1877.

## Décorations
- Chevalier grand-croix grand cordon de l'ordre des Saints-Maurice-et-Lazare
- Chevalier grand-croix grand cordon de l'ordre de la Couronne d'Italie (sept. 1867)
- Commandeur de l'ordre national de la Légion d'honneur (sept. 1867)